# 奧莫斯呂根嶺
73°12′S 2°8′W / 73.200°S 2.133°W
奧莫斯呂根嶺（德語：Årmålsryggen）是南極洲的山嶺，位於毛德皇后地的瑪塔公主海岸，處於紐邁耶崖西端，由德國探險隊拍攝空中照片，現時由南極條約體系管理。